# Donnellsmithia mexicana
Donnellsmithia mexicana är en flockblommig växtart som först beskrevs av Sereno Watson, och fick sitt nu gällande namn av Mildred Esther Mathias och Lincoln Constance. Donnellsmithia mexicana ingår i släktet Donnellsmithia och familjen flockblommiga växter. Inga underarter finns listade i Catalogue of Life.